# Route des églises de Carélie
La route des églises de Carélie (finnois : Karjalan kirkkotie) est une route touristique de la région de Carélie du Nord en Finlande,,.
Elle fait partie de la Via Karelia.

## Présentation
La route des églises de Carélie est une route pour les pèlerins et les touristes intéressés par l'église orthodoxe de Finlande.
Un premier circuit part de Heinävesi du canal de Karvio près du couvent de Lintula et du monastère de Valamo, et se termine à Värtsilä, près de la frontière entre la Finlande et la Russie. 
Le deuxième circuit passe par le village le plus à l'Est de la Finlande, celui d'Hattuvaara à Ilomantsi.
Les églises en bois sur le parcours sont construites aux XVIIIe et XIXe siècles dans un style dit de charpentier qui ne se rencontre nulle part ailleurs dans le monde.
Les cimetières de Carélie du Nord ne sont visibles qu'en Finlande. Ils sont  préservés dans leur état naturel.

## Édifices religieux
| Lieux                                   | Édifices                                              | Image | Réf.   |
| --------------------------------------- | ----------------------------------------------------- | ----- | ------ |
| Couvent de Lintula                      | Église du couvent de Lintula (fi)                     |       |        |
| Monastère de Valamo                     |                                                       |       |        |
| Église principale (fi)                  |                                                       | [ 4 ] |        |
| Église d'hiver (fi)                     |                                                       |       |        |
| Église de Tous les Saints à Valamo (fi) |                                                       |       |        |
| Chapelle de Saint Germain d'Alaska      |                                                       | [ 5 ] |        |
| Chapelle de Saint-Jean Baptiste         |                                                       |       |        |
| Chapelle de Saint-Nicolas               |                                                       | [ 6 ] |        |
| Polvijärvi                              | Église Saint-Jean-Baptiste (fi)                       |       | [ 7 ]  |
| Polvijärvi                              | Chapelle de Sotkuma (fi)                              |       |        |
| Viinijärvi                              | Église de l'icône de la Mère de Dieu de Tikhvine (fi) |       | [ 8 ]  |
| Joensuu                                 | Église Saint-Nicolas (fi)                             |       | [ 9 ]  |
| Joensuu                                 | Église Saint-Jean le théologien (fi)                  |       |        |
| Joensuu                                 | Chapelle de la Sainte Croix à Joensuu                 |       | [ 10 ] |
| Joensuu                                 | Chapelle à Heinävaara                                 |       |        |
| Joensuu                                 | Église Sainte-Anne                                    |       | [ 11 ] |
| Ilomantsi                               | Église du prophète Élie (fi)                          |       | [ 12 ] |
| Ilomantsi                               | Chapelle de tous les Saints                           |       |        |
| Hattuvaara                              | Chapelle de Saint-Pierre et Saint-Paul (fi)           |       | [ 13 ] |